# Шепи (острво)
Шепи (енгл. Isle of Sheppey) је једно од Британских острва које припада Уједињеном Краљевству, односно Енглеској. Налази се грофовији Кент. Површина острва износи 94 km². Према попису из 2001. на острву је живело 37.852 становника.